# Гентский университет
Гентский университет (нидерл. Universiteit Gent, сокращённо — UGent) — один из трех крупнейших фламандских университетов. Расположен в историческом городе Гент во Фландрии, нидерландскоговорящей (северной) части Бельгии. В университете обучается около 38 тыс. студентов и работает около 7 100 сотрудников.

## История
Гентский университет был основан 9 октября 1817 года, первым ректором был Й. К. Ван Роттердам. В первый год 190 студентов обучались у 16 преподавателей. Было четыре факультета: гуманитарных наук (письма), права, медицины и науки, обучение велось на латинском языке. Университет был основан по указу нидерландского короля Вильгельма I в рамках политики по пресечению интеллектуального и академического отставания в южной части Объединённого королевства Нидерланды, которая впоследствии стала Бельгией. Создание университетов Лёвен и Льеж также было частью политики короля.
После пика числа учащихся (414 человек), число студентов быстро снизилось после бельгийской революции. В это время обучение на факультетах гуманитарных наук и науки было прервано, но было восстановлено пять лет спустя, в 1835 году.
В 1882 году Сидони Верхелст стала первой женщиной-студентом в университете.
После революции 1830 года обучение велось на французском языке. В 1903 году фламандский политик Лодевейк Де Рат провёл успешную кампанию за обучение на голландском языке, и первые курсы были начаты в 1906 году. Фламандский институт (нидерл. Vlaemsche Hoogeschool) был основан в 1916 году, но был упразднён в связи с продолжающейся Первой мировой войной.
В 1923 году Пьер Нольф внес предложение в кабинет-министров о переводе обучения в университете на нидерландский язык, которое было реализовано в 1930 году. Август Вермейлен был первым ректором первого университета в Бельгии, где преподавание велось на нидерландском языке.
Во время Второй мировой войны немецкая администрация университета пыталась установить благожелательное отношение к нацистской Германии путём увольнения членов профессорско-преподавательского состава, не согласных с политикой нацистов, и назначения лояльных активистов. Тем не менее, в ходе войны университет стал координационным центром для многих членов движения Сопротивления.
К 1953 году в университете обучалось более 3000 студентов, а к 1969 году — более 11.5 тыс. Количество факультетов увеличилось до одиннадцати в 1957 году, когда основали инженерный факультет. В 1968 году были открыты факультеты экономики и ветеринарной медицины. В 1969 году — биотехнологии и фармацевтики. Последним, в 1992 году, был основан факультет общественных и политических наук.
Университет официально сменил своё название с Rijksuniversiteit Gent (RUG) на Universiteit Gent (UGent) в 1991 году, после того как Фламандское сообщество получило большую автономию.

## Факультеты
- Философии и искусств
- Юридический
- Естественнонаучный
- Медицинский
- Инженерный
- Экономики и управления на предприятии
- Ветеринарной медицины
- Психологии и педагогики
- Биоинженерных технологий
- Фармацевтики
- Общественных и политических наук

## Международное признание
В 2009 году университет вошёл в список THE-QS World University Rankings (200 лучших университетов мира), заняв 136-е место. Краткий обзор прошлых лет:
| Год  | Место      |
| ---- | ---------- |
| 2005 | 218        |
| 2006 | 141 (▲ 77) |
| 2007 | 124 (▲ 20) |
| 2008 | 136 (▼ 12) |
| 2009 | 136 (▬ 18) |

Также Гентский университет вошёл в список лучших 95 университетов мира, согласно российскому рейтингу Global University Ranking.